# HMS Seal (N37)
«Сіл» (N37) (англ. HMS Seal (N37) — військовий корабель, підводний мінний загороджувач типу «Грампус» Королівського військово-морського флоту Великої Британії часів Другої світової війни.
Діяв на початку Другої світової війни в Червоному морі, на Середземномор'ї та в акваторії Північного моря. 5 травня 1940 року захоплений німцями як приз унаслідок зазнаних у результаті підриву на міні та подальших атак авіації Люфтваффе. Уведений до строю як U-B, але фактично участі в бойових діях не брав. 3 травня 1945 року затоплений у Кілі.

## Історія створення
Підводний човен «Сіл» був закладений 9 грудня 1936 року на верфі компанії Chatham Dockyard у Чатемі. 27 вересня 1938 року він був спущений на воду, а 24 травня 1939 року увійшов до складу Королівських ВМС Великої Британії.

## Історія служби

### ЯкHMS Seal
4 серпня 1939 року підводний човен разом з однотипними човнами «Грампус» та «Роквол» відплив через Гібралтар, Мальту та Суецький канал до Китаю на тамтешню базу Королівського флоту. Однак у зв'язку з початком Другої світової війни «Сіл» затримали в Адені. Командир отримав наказ здійснити два спеціальні патрулювання з метою спостереження за італійцями, які, як боялись, могли буксирувати німецькі підводні човни, хоча Італія в цей час все ще не перебувала в стані війни з союзниками.
У жовтні 1939 року субмарина повернулася додому, супроводжуючи пошкоджений есмінець у Середземному морі. Повернувшись у Північне море, «Сіл» здійснив одне патрулювання біля Доггер-банкі і був вперше атакований німецькою авіацією. Потім «Сіл» забезпечував супроводження конвою до Галіфакса, Нова Шотландія, у 14-денному переході. Згодом повернувся і базувався на ВМБ Блайт, Нортумберленд.
29 квітня 1940 року човен вийшов з Іммінгема для проведення операції DF7 щодо встановлення мінного поля з 50 мін біля шведського острова Вінга.
4 травня близько 02:30 німецький поплавковий гідролітак He 115 з Küstenfliegergruppe 76, що базувалася в Ольборзі, виявив ворожий підводний човен, що перебував на мілководі протоки Каттегат та провів на нього атаку. «Сіл» не зазнав серйозних пошкоджень і продовжив виконання бойового завдання. О 09:00 він розпочав мінування визначеної ділянки. О 18:30 під час занурення на глибину 100 футів човен наразився на морську міну, вибух якої спричинив серйозних пошкоджень.
О 01:30 5 травня екіпажу «Сіла» вдалося підняти човен на поверхню та спробувати дістатися шведських вод. Але о 02:30 німецький гідролітак Ar 196 атакував постраждалий британський човен, скинувши 2 глибинні заряди. Незабаром після цього до атаки на «Сіл» приєднався ще один «Арадо». Кілька членів екіпажу човна були поранені. Човен здався.
Близько 06:30 до місця події прибув німецький тральщик UJ 128, що зачепив на буксир пошкоджений британський човен та відтягнув його до Фредеріксгавна на півночі окупованої Данії. 11 травня «Сіл» відбуксирували до Кіля, де поставили на ремонт.

### ЯкU-B
30 листопада 1940 року колишній британський човен «Сіл» увійшов до складу Крігсмаріне як підводний човен U-B. U-B мав обмежену цінність для Крігсмаріне, за винятком навчальних та пропагандистських цілей.
31 липня 1941 року човен знятий з експлуатації.
3 травня 1945 року U-B затоплений у затоці Гайкендорф, Кіль. Після війни піднятий та розібраний на брухт.

### Доля екіпажу
Більшість офіцерів і матросів «Сіла» були зосереджені в таборі військовополонених Марлаг поблизу Вестертімке, де більшу частину війни вони провели у доволі спокійній обстановці. До квітня 1945 року союзники підійшли до Бремена, що знаходився на відстані 28 км від табору, і колона полонених вирушила до Любека. Під час руху колона зазнала нападу союзних «Спітфайрів». Незабаром після того, як вони прибули до місця, війна закінчилася, і британські полонені були повернуті до Британії. Окрім Барнса і Сміта, які зникли за бортом, коли підводний човен сплив на поверхню, весь екіпаж вижив.

## Командири
- Лейтенант-командер Руперт Лонсдейл (24 травня 1939 — 5 травня 1940)[1]
- Фрегаттен-капітан Бруно Ман (30 листопада 1940 — 31 липня 1941)